# فرنسواز ماليت-جوريس
فرنسواز ماليت-جوريس (بالفرنسية: Françoise Mallet-Joris)‏ بالولادة فرنسواز ليلار ( مواليد 6 يوليو 1930 بأنتويرب - 13 أغسطس 2016). وهى كاتبة بلجيكية وفرنسية، وعضوة بأكاديمية غونكور منذ عام 1971 حتى استقالت في عام 2011. حصلت على جائزة فيمينا الأدبية عام 1958.

## روابط خارجية
- فرنسواز ماليت-جوريس على موقع IMDb (الإنجليزية)
- فرنسواز ماليت-جوريس على موقع الموسوعة البريطانية (الإنجليزية)
- فرنسواز ماليت-جوريس على موقع ميوزك برينز (الإنجليزية)
- فرنسواز ماليت-جوريس على موقع ديسكوغز (الإنجليزية)
- فرنسواز ماليت-جوريس على موقع قاعدة بيانات الفيلم (الإنجليزية)